# Mobile World Congress

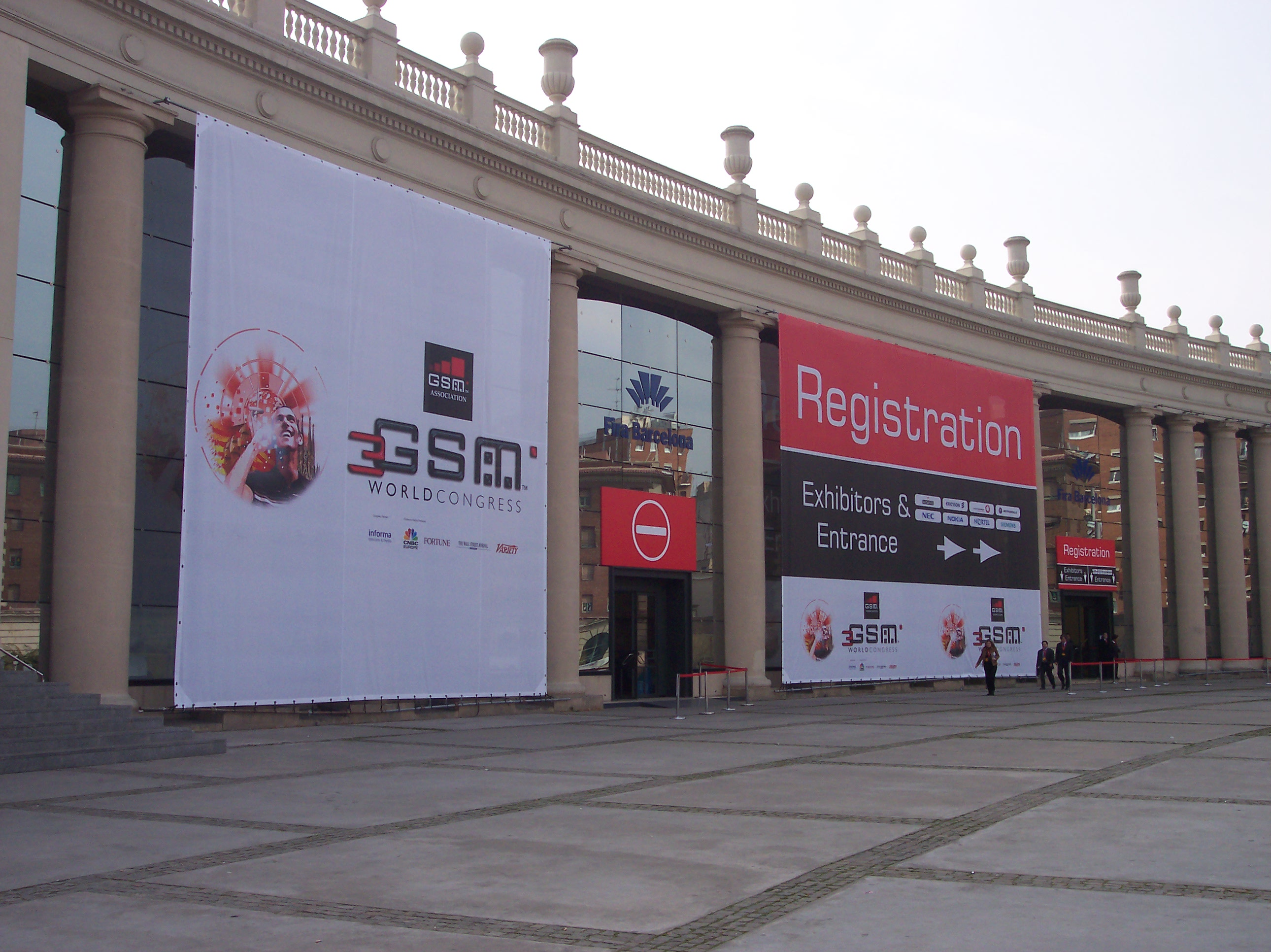
3GSM World Congress (azi GSMA Mobile World Congress) - Barcelona (2006)

GSMA Mobile World Congress (MWC) este din 1987 un târg anual al Telefoniei Mobile. Cu peste 93.000 de vizitatori si peste 2.000 de expozanți este cel mai mare târg din Europa. Acesta este organizat de către compania engleză GSM Association.
Expoziția atrage atenția publicului prin prezentarea noilor smartphone-uri sau a altor inovații tehnologice.

## Istoric
Prima dată, târgul a avut loc în anul înființării GSM Association, 1987, la Londra, sub numele de GSM World Congress. În 1995, Madrid, a fost locul de desfășurare.
Din 1996 până în 2005, expoziția a fost organizată pe o porțiune din Côte d’Azur, în Cannes. 2006 a fost transferată, din cauza capacității la Cannes și renovarea planificată a clădirii centrale a congresului, în Spania, pe o suprafață aproximativ două ori mai mare, la Montjuïc, în Barcelona, cu o mai bună infrastructură de transport.
Din 2001, până în 2007 expoziția a fost cunoscută sub numele de 3GSM World Congress. Cu toate acestea, organizatorii au decis să redenumească anul 2008 expoziția.
În prima jumătate a anului 2011 s-a negociat cu privire la locul de desfășurare a expoziției începând cu anul 2013. Alegerea era între  Barcelona, Milano, Paris și München. În iulie 2011, organizatorii s-au decis, ca pentru încă cinci ani, locul de desfășurare să fie Barcelona. În iulie 2015 a fost anunțat că MWC va rămâne, până la cel puțin în 2023, la Barcelona. 

## Cronica

### 2014
MWC 2014 a avut loc pe perioada 24-27 februarie 2014.
- HTC: Desire 610, Desire 816
- Lenovo: S660, S850, S860, YOGA Tablet 10 HD+
- LG: G Pro 2, G2 mini
- Nokia: 220, Asha 230, X
- Samsung: Galaxy S5, Gear 2 Smartwatch, Samsung Gear#Gear Fit
- Sony: Xperia M2
- 64-Bit-Chips von Intel (Merrifield), Qualcomm (Snapdragon 610 und 615) și MediaTek

### 2015
MWC 2015 a avut loc prima dată în luna martie, între 2 și 5  martie 2015.
- Acer: Jade Z
- Alcatel: Idol 3, Smartwatch, TalkBand B2
- BQ: Aquaris M5
- Google: Android Pay[5]
- HP: Spectre X360
- HTC: One M9, Vive, HTC Grip
- Huawei: MediaPad X2, Watch
- Jolla: Sailfish OS 2.0[6]
- Kazam: Tornado 552L
- LG: G Flex 2, Leo, Joy, Manga, Spirit, Watch Urbane
- Microsoft: Lumia 640 și Lumia 640 XL[7]
- Nokia: N1
- Pebble: Time
- Samsung: Galaxy S6, Galaxy S6 Edge
- Saygus: V2
- Sony: Xperia M4 Aqua, Xperia Z4 Tablet
- ZTE: Blade S6 Plus

### 2016
În 2016 Congresul a avut loc în 22-25 februarie 2016.
- Acer: Liquid Jade 2, Liquid Zest
- Alcatel: Idol 4, Idol 4S, Pop 4, Pop 4+, Pop 4S, Plus 10
- CAT: S60
- Gionee: Elife S8
- HP: Elite x3
- HTC: Desire 530, Desire 630, Desire 825, One X9
- Huawei: Mate Book
- Lenovo: Tab3 7, Tab3 8, Tab3 10, Vibe K5, Vibe K5 Plus
- LG: G5
- Oppo: SmartSensor Image Stabilisation, Super VOOC
- Samsung: Galaxy S7, Galaxy S7 Edge
- Sony: Xperia X, Xperia XA, Xperia X Performance
- Xiaomi: Mi 4s, Mi 5
- ZOPO: Speed 8
- ZTE: Blade V7, Blade V7 Lite

## Numărul vizitatorilor și expozanților
| An   | Expozanți | Vizitatori |
| ---- | --------- | ---------- |
| 2007 | 1.300     | 55.000     |
| 2008 | 1.300     | 55.000     |
| 2009 | 1.300     | 47.000     |
| 2010 | 1.300     | 49.000     |
| 2011 | 1.400     | 60.000     |
| 2012 | 1.500     | 67.000     |
| 2013 | 1.700     | 72.000     |
| 2014 | 1.800     | 85.000     |
| 2015 | 2.000     | 93.000     |
| 2016 | 2.200     | 101.000    |

## Global Mobile Awards
Global Mobile Awards sunt oferite la MWC în mai multe categorii, de exemplu, în special pentru producător inovator, cel mai bun smartphone al anului trecut sau cea mai bună Tablet. Premiile sunt conferite aici de la mai mult de 300 de experți independenți, analiști, jurnaliști, cercetători și reprezentanți ai diverșilor operatori de telefonie mobilă.